# Meiracyllium gemma
Meiracyllium gemma är en orkidéart som beskrevs av Heinrich Gustav Reichenbach. Meiracyllium gemma ingår i släktet Meiracyllium och familjen orkidéer. Inga underarter finns listade i Catalogue of Life.

## Bildgalleri

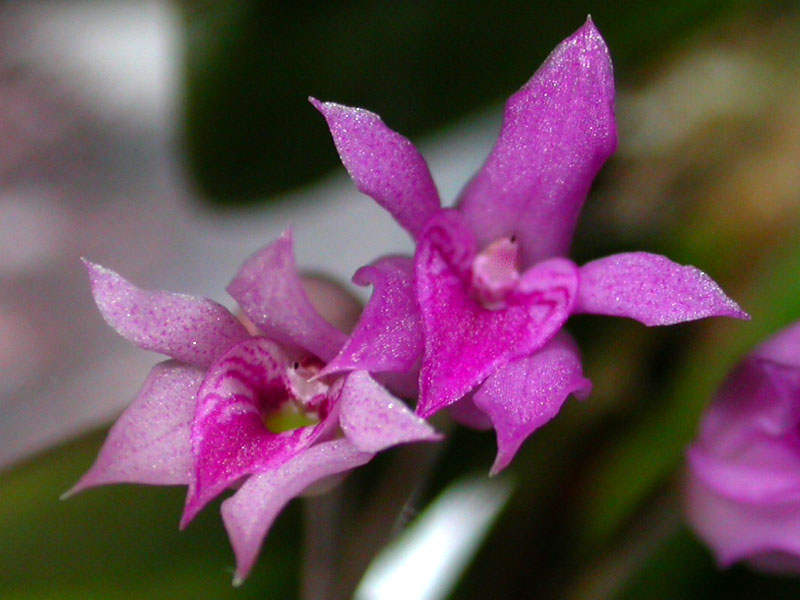
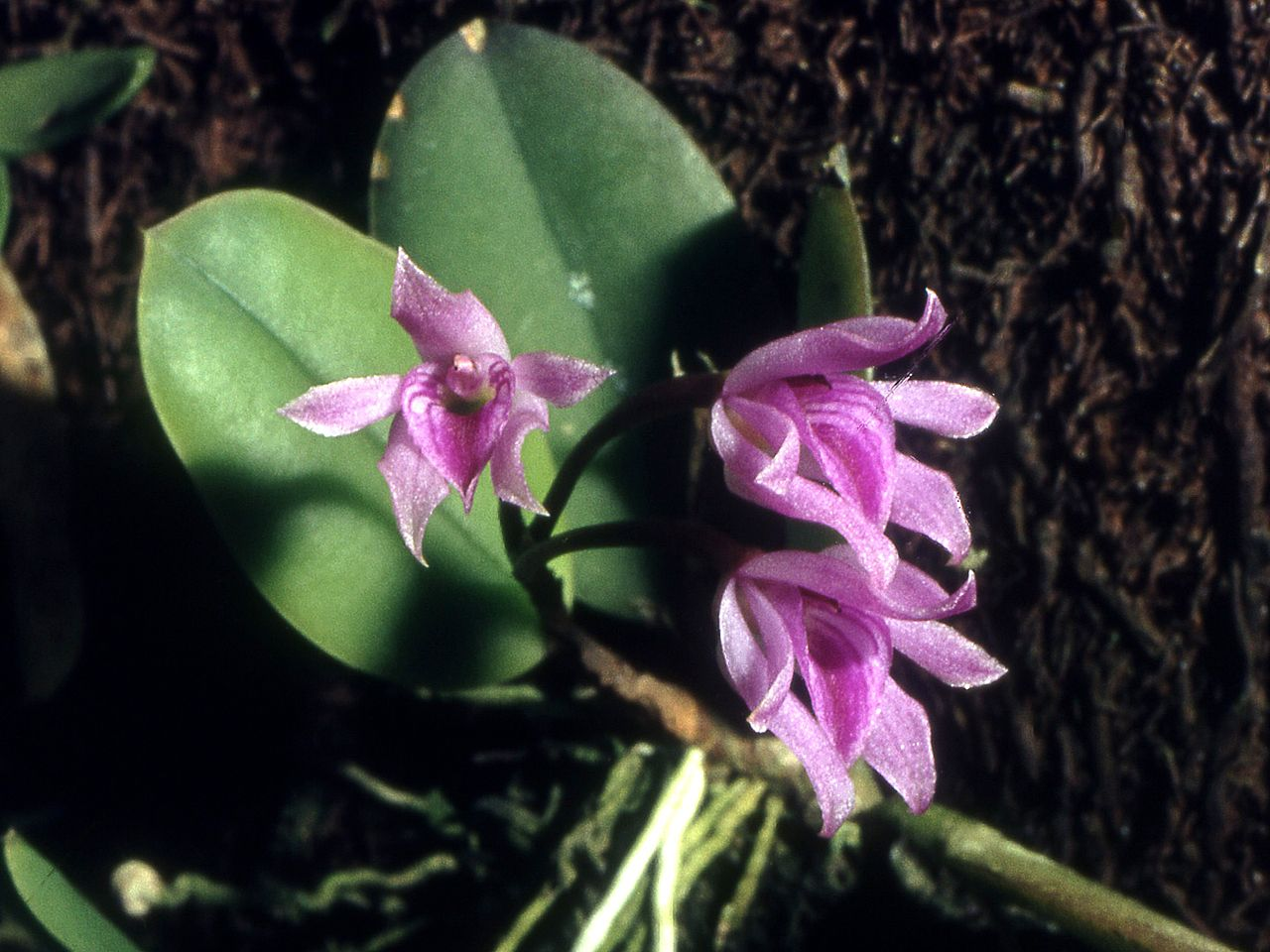